# WASP-113
WASP-113, TOI-1629 — одиночная звезда в созвездии Волопаса на расстоянии приблизительно 1434 световых лет (около 440 парсек) от Солнца. Видимая звёздная величина звезды — +11,729m. Возраст звезды определён как около 4,1 млрд лет.
Вокруг звезды обращается, как минимум, одна планета.

## Характеристики
WASP-113 — жёлтая звезда спектрального класса G1V, или G1. Масса — около 1,318 солнечной, радиус — около 1,75 солнечного, светимость — около 3,283 солнечных. Эффективная температура — около 5840 K.

## Планетная система
В 2016 году группой астрономов, работающих в рамках программы SuperWASP, было объявлено об открытии планеты WASP-113 b.